# ملعب الضوء

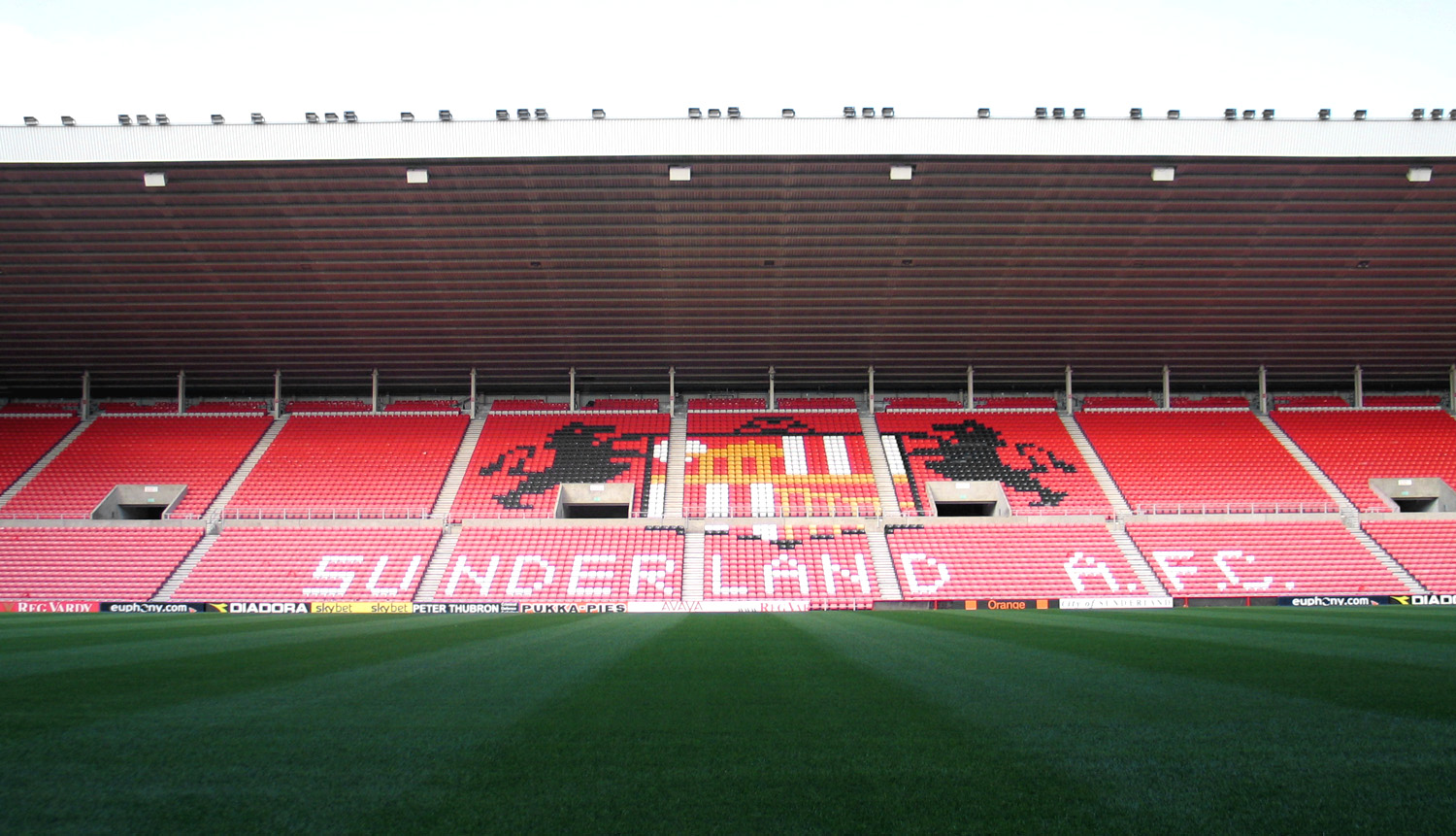
نظرة داخلية للملعب

ملعب الضوء (بالإنجليزية: Stadium of Light) هو ملعب كرة قدم في سندرلاند، إنجلترا. لديه القدرة على استيعاب 48,707 متفرج، ولدى ملعب النور خامس أكبر سعة بين الملاعب الإنجليزية. يستضيف الملعب أساساً مباريات نادي سندرلاند. اسم ملعب النور هو تكريم لصناعة المعادن التقليدية والتي جلبت الازدهار للبلدة؛ حيث يوجد نصب لمصباح ديفي عن مدخل الملعب. فضلاً عن استضافة مباريات سندرلاند، قد استضاف الملعب مباراتين لمنتخب إنجلترا لكرة القدم، بالإضافة لمباراة واحدة لمنتخب إنجلترا تحت 20 سنة لكرة القدم.
كانت السعة الأصلية لملعب النور تبلغ 42,000 ولكن تم توسيعه في عام 2002 ليصل عدد المقاعد إلى 49,000 ومن المتوقع القيام بتصميم بسيط لكي تصل السعة إلى 64,000.

## وصلات خارجية
- ملعب النور على موقع نادي سندرلاند